# Komsomolski (Belorétxensk)
Komsomolski o Komsomollski - Комсомольский (rus) és un possiólok del krai de Krasnodar, a Rússia. Es troba a la vora esquerra del Bélaia, afluent del riu Kuban, davant de Velikovetxnoie. És a 23 km al nord-oest de Belorétxensk i a 55 km al sud-est de Krasnodar. Pertany al possiólok de Pervomaiski.